# Artur Lundin
Artur "Japan" Lundin, född 8 juni 1891 i Göteborg, död 23 april 1951 i Göteborg, var en svensk landslagsspelare i fotboll (anfallare) och mångårig A-lagsspelare i IFK Göteborg.
Lundin, som blev svensk mästare med IFK 1910, spelade under åren 1913-14 sammanlagt tre landskamper. Mellan åren 1910-1917 gjorde han totalt minst 129 matcher med IFK Göteborg. Han hade två bröder som spelade i Örgryte IS med liknande smeknamn, "Korea" och "Kina".

## Meriter

### I landslag
Sverige
- Debuterade i landslaget mot Norge 1913 i den match där förbundet skickade IFK Göteborg att representera Sverige.
- 3 landskamper, 0 mål

### I klubblag
IFK Göteborg
- Svensk mästare 1910